# 帕切科上校镇
帕切科上校镇是巴西米纳斯吉拉斯州的一个市镇。总面积130.287平方公里，总人口2457人，人口密度18.9人/平方公里。